# Merekotia Amohau
Merekotia Amohau (16 avril 1898 - 30 décembre 1978) est une chanteuse, artiste et compositrice néo-zélandaise.

## Biographie
Merekotia Amohau naît à Ohinemutu, Rotorua, en 1898, fille benjamine du chef Te Arawa Hēnare Mete Amohau et de son épouse Tūkau Te Hira, de l'iwi Ngāti Pikiao,. Elle est la grand-tante d'Anania Amohau qui a composé les paroles de l'hymne du 28e bataillon maori.
Mere Amohau commence ses études à Ohinemutu et Maketu, et les poursuit en 1911 à la Queen Victoria School for Māori Girls d'Auckland. Elle commence une carrière artistique encouragée par Frederick Bennett, lui aussi originaire de Ohinemutu et prêtre anglican directeur de la mission maorie de Rotorua. Elle joue notamment dans la pièce Hinemoa, montée par la compagnie de Bennett d'abord à Auckland le 2 août 1915 puis en tournée, et a le rôle principal dans l'opéra comique Mārama, or the mere and the Māori maid à Hastings le 16 novembre 1920, puis à Napier. Mārama, créée par le Néo-Zélandais Henry Sydney Buttle Ribbands, Mārama incorpore des danses haka et part en tournée sous le patronage du gouverneur général, John Jellicoe. Une nouvelle représentation en 1940 permet à Mere Amohau de reprendre le rôle.
Elle chante dans la chorale de l'église anglicane Saint Faith à Ohinemutu et le chœur maori de Rotorua dirigé par Frederick Bennett, pour lequel elle réalise l'enregistrement Aroha pūmai (I love you truly) en 1930. Elle-même compose de la musique traditionnelle maorie et elle participe à des concerts pour les touristes et récolte, durant les deux guerres mondiales, des fonds pour les maoris sous les drapeaux. Elle participe également à la Te Rōpū o te Ora Māori Women's Health League, fondée en 1937, et au Taipōrutu Club, crée pour promouvoir la culture maorie. Elle épouse, en 1939, Rongomaiwhiti Winiata à l'église d'Ohinemutu et a de nombreux enfants.